# Вељке Рипњани
Вељке Рипњани (слч. Veľké Ripňany) насељено је мјесто са административним статусом сеоске општине (слч. obec) у округу Топољчани, у Њитранском крају, Словачка Република.

## Становништво
| Година:    | 1994. | 2004.   | 2014.   | 2024.   |
| ---------- | ----- | ------- | ------- | ------- |
| Број људи: | 2139  | 2127    | 2120    | 2094    |
| Разлика:   |       | -0,56 % | -0,32 % | -1,22 % |

| Година:    | 2023. | 2024.   |
| ---------- | ----- | ------- |
| Број људи: | 2079  | 2094    |
| Разлика:   |       | +0,72 % |

Према подацима о броју становника из 2011. године насеље је имало 2.084 становника.